# Ley de municipios de 1833 (Inglaterra)
La Ley de municipios se aprobó en 1833 en la Cámara de los Comunes inglesa. Esta ley facilitó que todos los contribuyentes pudiesen elegir a sus representantes. No obstante, los jueces de paz continuaron en las zonas rurales hasta 1888.
- Datos: Q5974372